# Stanisław Bartłomowicz
Stanisław Bartłomowicz ps. Januszewski (ur. 26 listopada 1924 w Łachowicach, zm. 24 września 2010 w Tomaszowie Lubelskim) – kapitan Batalionów Chłopskich.

## Życiorys
Urodził się jako syn Franciszka Bartłomowicza i Stanisławy. Przed wybuchem II wojny światowej uzyskał niepełne średnie wykształcenie. Od grudnia 1942 członek Batalionów Chłopskich, w których był łącznikiem, żołnierz ochrony sztabu Komendy Obwodu BCh Tomaszów Lubelski. Po wojnie ukończył studia medyczne w Warszawie. Później sprawował funkcję kierownika ośrodka w Łaszczowie). 
Ożenił się z Heleną Bernatek, córką Józefa Bernatka.
Współautor Słownika biograficznego Żołnierzy Batalionów Chłopskich.

## Odznaczenia
- Krzyż Partyzancki
- Krzyż Batalionów Chłopskich
- Krzyż Kawalerski Orderu Odrodzenia Polski.